# 51 Tauri
51 Tauri è una stella situata nella costellazione del Toro. Appartiene all'ammasso aperto delle Iadi (l'ammasso stellare più vicino a noi).
51 Tauri è una binaria spettroscopica a doppia linea (ovvero un sistema binario risolvibile solo per via spettroscopica nel quale entrambe le linee spettrali delle singole componenti sono visibili, classificate anche come SB2) di classe F0V con una magnitudine apparente di +5,64. Si trova all'incirca a 179 anni luce dalla Terra.
Il periodo orbitale delle componenti è di circa 11 anni, con la particolarità che solo la velocità della componente secondaria può essere rilevata. Di recente, è stata ricavata una soluzione completa per la componente spettroscopica visuale del sistema, risolta tramite speckle-interferometry), da cui deriva la parallasse orbitale ( π orb = 0 orb = 0 &farcs; 0179 ± 0 0179 ± 0 &farcs; 0006)  e le masse delle singole componenti (MA = 1,80 ± 0,13 M &sun; e MB = 1.46 ± 0.18 M &sun;).